# Mesosemia ephyne
Mesosemia ephyne is een vlindersoort uit de familie van de prachtvlinders (Riodinidae), onderfamilie Riodininae.
Mesosemia ephyne werd in 1776 beschreven door Cramer.